# 沙伊夫灵附近圣洛伦岑
沙伊夫灵附近圣洛伦岑是奥地利施蒂利亚州穆劳县的一个市镇。总面积41.99平方公里，总人口628人，人口密度15.0人/平方公里（2005年）。